# Посквітув
Посквітув (пол. Poskwitów) — село в Польщі, у гміні Івановиці Краківського повіту Малопольського воєводства.
Населення — 651 особа (2011).
У 1975—1998 роках село належало до Краківського воєводства.

## Демографія
Демографічна структура станом на 31 березня 2011 року:
|          | Загалом | Допрацездатний вік | Працездатний вік | Постпрацездатний вік |
| -------- | ------- | ------------------ | ---------------- | -------------------- |
| Чоловіки | 326     | 76                 | 217              | 33                   |
| Жінки    | 325     | 63                 | 195              | 67                   |
| Разом    | 651     | 139                | 412              | 100                  |